# Convocazioni alla FIFA Futsal World Cup 2021
Quello che segue è l'elenco di giocatori per ogni nazione che competeranno alla FIFA Futsal World Cup 2021. Ogni nazione deve presentare una squadra composta da 16 giocatori. Un minimo di tre portieri devono essere inclusi nella lista della squadra.

## Gruppo A

### Lituania
Allenatore:  Yevgen Ryvkin
| N. | Pos. | Giocatore            | Data di nascita/Età         | Squadra           |
| -- | ---- | -------------------- | --------------------------- | ----------------- |
| 1  | POR  | Laurynas Glinskis    | 4 aprile 2001 (20 anni)     | Manchester        |
| 2  | POR  | Egidijus Žagaras     | 18 gennaio 1994 (27 anni)   | Jonavos Vikingai  |
| 3  | PIV  | Arsenij Buinickij    | 10 ottobre 1985 (35 anni)   | Jonavos Vikingai  |
| 4  | LAT  | Andrius Kaulinis     | 1º dicembre 2000 (20 anni)  | FC Turbotransfers |
| 5  | DIF  | Vladimir Derendiajev | 31 maggio 1990 (31 anni)    | Jonavos Vikingai  |
| 6  | DIF  | Tomas Bučma          | 27 gennaio 1994 (27 anni)   | Žalgiris          |
| 7  | DIF  | Benas Spietinis      | 15 febbraio 1996 (25 anni)  | Jonavos Vikingai  |
| 8  | LAT  | Albert Voskunovič    | 8 dicembre 1998 (22 anni)   | Žalgiris          |
| 9  | DIF  | Justinas Zagurskas   | 9 ottobre 1995 (25 anni)    | Žalgiris          |
| 10 | PIV  | Lukas Sendžikas      | 28 novembre 1992 (28 anni)  | Žalgiris          |
| 11 | PIV  | Edgaras Baranauskas  | 12 marzo 1993 (28 anni)     | VIP Mažeikiai     |
| 12 | POR  | Ernestas Macenis     | 3 maggio 1997 (24 anni)     | Žalgiris          |
| 13 | LAT  | Genaras Samsonik     | 16 dicembre 2000 (20 anni)  | Jonavos Vikingai  |
| 14 | LAT  | Paulius Osauskas     | 17 maggio 1994 (27 anni)    | Jonavos Vikingai  |
| 15 | PIV  | Deividas Reimaris    | 13 settembre 1997 (23 anni) | Žalgiris          |
| 16 | LAT  | Artūr Juchno         | 27 maggio 1992 (29 anni)    | Žalgiris          |

### Venezuela
Allenatore:  Freddy Gonzalez
| N. | Pos. | Giocatore        | Data di nascita/Età         | Squadra          |
| -- | ---- | ---------------- | --------------------------- | ---------------- |
| 1  | POR  | Jhonny Rueda     | 12 ottobre 1988 (32 anni)   | Montsant         |
| 2  | DIF  | Carlos Sanz      | 21 marzo 1996 (25 anni)     | NV Makarska      |
| 3  | PIV  | Wilmer Cabarcas  | 15 settembre 1994 (26 anni) | Modena-Cavezzo   |
| 4  | DIF  | Greydelvid Teran | 24 novembre 1991 (29 anni)  | Fria del Sur     |
| 5  | DIF  | Henry Gutierrez  | 19 maggio 1997 (24 anni)    | Kemi             |
| 6  | DIF  | Carlos Polo      | 26 marzo 1992 (29 anni)     | Delta te Quiero  |
| 7  | LAT  | Jesus Viamonte   | 9 aprile 1997 (24 anni)     | Fria del Sur     |
| 8  | PIV  | Enderson Suarez  | 9 aprile 1993 (28 anni)     | Kemi             |
| 9  | LAT  | Carlos Vento     | 27 febbraio 1997 (24 anni)  | Peñarol          |
| 10 | PIV  | Wilson Francia   | 25 maggio 1996 (25 anni)    | Bucaneros        |
| 11 | LAT  | Alfredo Vidal    | 3 febbraio 1994 (27 anni)   | Panta Walon      |
| 12 | POR  | Jose Villalobos  | 26 novembre 1991 (29 anni)  | Delta te Quiero  |
| 13 | DIF  | Milton Francia   | 18 dicembre 1994 (26 anni)  | Pumas Sport      |
| 14 | PIV  | Rafael Morillo   | 20 ottobre 1992 (28 anni)   | Città di Mestre  |
| 15 | POR  | Freddy Chacin    | 6 dicembre 1991 (29 anni)   | Macedense        |
| 16 | LAT  | Andrés Terán     | 20 aprile 1998 (23 anni)    | Barracas Central |

### Kazakistan
Allenatore:  Paulo Figueroa
| N. | Pos. | Giocatore            | Data di nascita/Età         | Squadra       |
| -- | ---- | -------------------- | --------------------------- | ------------- |
| 1  | POR  | Rauan Atantayev      | 22 settembre 1990 (30 anni) | Atyraý        |
| 2  | POR  | Higuita              | 6 giugno 1986 (35 anni)     | Qairat        |
| 3  | PIV  | Taynan da Silva Rego | 12 febbraio 1993 (28 anni)  | ElPozo Murcia |
| 4  | PIV  | Nurbek Karagulov     | 14 ottobre 1992 (28 anni)   | Aqtöbe        |
| 5  | DIF  | Dáýren Nurǵojın      | 21 maggio 1990 (31 anni)    | Qairat        |
| 6  | DIF  | Agedil Madiyarov     | 3 novembre 1995 (25 anni)   | LKS Lipeck    |
| 7  | PIV  | Azat Valiullin       | 5 maggio 1992 (29 anni)     | Ukhta         |
| 8  | DIF  | Birjan Orazov        | 17 ottobre 1994 (26 anni)   | Qairat        |
| 9  | PIV  | Albert Akbalikov     | 5 gennaio 1995 (26 anni)    | Qairat        |
| 10 | PIV  | Şıñğıs Esenamanov    | 10 marzo 1989 (32 anni)     | Qairat        |
| 11 | PIV  | Arnold Knaub         | 16 gennaio 1995 (26 anni)   | svincolato    |
| 12 | PIV  | Däuren Tūrsağūlov    | 16 gennaio 1996 (25 anni)   | Qairat        |
| 13 | PIV  | Zhomart Tokayev      | 10 dicembre 1999 (21 anni)  | Atyraý        |
| 14 | DIF  | Douglas Júnior       | 15 ottobre 1988 (32 anni)   | Qairat        |
| 15 | DIF  | Bolat Sarbassov      | 30 ottobre 1997 (23 anni)   | Atyraý        |
| 16 | POR  | Narun Serikov        | 30 settembre 2001 (19 anni) | Qairat        |

### Costa Rica
Allenatore:  Carlos Quiros
| N. | Pos. | Giocatore         | Data di nascita/Età         | Squadra     |
| -- | ---- | ----------------- | --------------------------- | ----------- |
| 1  | POR  | Cesar Vargas      | 15 febbraio 1998 (23 anni)  | AD Borussia |
| 2  | LAT  | Jose Guevara      | 16 marzo 1991 (30 anni)     | Oritonense  |
| 3  | LAT  | Daniel Gomez      | 8 luglio 1994 (27 anni)     | Oritonense  |
| 4  | PIV  | Diego Vargas      | 21 dicembre 1991 (29 anni)  | Esparza     |
| 5  | LAT  | Jean Salas        | 4 luglio 1998 (23 anni)     | AD Borussia |
| 6  | LAT  | Víctor Fonseca    | 16 novembre 1992 (28 anni)  | Hatillo     |
| 7  | LAT  | Gilberth Garro    | 26 novembre 1990 (30 anni)  | Hatillo     |
| 8  | LAT  | Juan Cordero      | 29 maggio 1988 (33 anni)    | Hatillo     |
| 9  | PIV  | Minor Cabalceta   | 24 maggio 1994 (27 anni)    | BSF Bochnia |
| 10 | LAT  | Edwin Cubillo     | 23 agosto 1987 (34 anni)    | AD Borussia |
| 11 | LAT  | Milinton Tijerino | 26 settembre 1997 (23 anni) | BSF Bochnia |
| 12 | LAT  | Diego Zúñiga      | 11 luglio 1990 (31 anni)    | Hatillo     |
| 13 | POR  | Jairo Toruno      | 22 novembre 1983 (37 anni)  | Hatillo     |
| 14 | POR  | Álvaro Santamaría | 1º aprile 1988 (33 anni)    | Hatillo     |
| 15 | LAT  | Pablo Rodríguez   | 15 maggio 1998 (23 anni)    | Hatillo     |
| 16 | PIV  | Enmanuel Gamboa   | 24 luglio 1999 (22 anni)    | Paraíso     |

## Gruppo B

### Uzbekistan
Allenatore:  Bahodir Ahmedov
| N. | Pos. | Giocatore          | Data di nascita/Età         | Squadra           |
| -- | ---- | ------------------ | --------------------------- | ----------------- |
| 1  | POR  | Rustam Umarov      | 26 maggio 1984 (37 anni)    | AGMK Olmaliq      |
| 2  | DIF  | Anasxon Rahmatov   | 20 giugno 1994 (27 anni)    | AGMK Olmaliq      |
| 3  | DIF  | Mashrab Odilov     | 15 agosto 1994 (27 anni)    | Paxtakor          |
| 4  | PIV  | Ixtiyor Ropiev     | 19 settembre 1993 (27 anni) | AGMK Olmaliq      |
| 5  | PIV  | Muzaffar Ahadjonov | 8 novembre 1997 (23 anni)   | AGMK Olmaliq      |
| 6  | DIF  | Ilhomjon Hamroev   | 25 settembre 1997 (23 anni) | AGMK Olmaliq      |
| 7  | LAT  | Dilshod Rahmatov   | 4 dicembre 1989 (31 anni)   | Jizzakh Khuasin   |
| 8  | LAT  | Husniddin Nishonov | 19 maggio 1998 (23 anni)    | AGMK Olmaliq      |
| 9  | PIV  | Elbek To'lqinov    | 24 dicembre 1990 (30 anni)  | Maksam Chirchik   |
| 10 | PIV  | Davron Choriev     | 1º gennaio 1993 (28 anni)   | AGMK Olmaliq      |
| 11 | PIV  | Akbar Usmonov      | 9 marzo 1997 (24 anni)      | Paxtakor          |
| 12 | POR  | Ravshan Eliboev    | 26 gennaio 1987 (34 anni)   | Paxtakor          |
| 13 | DIF  | Shahzodjon Sadiev  | 21 settembre 2000 (20 anni) | AGMK Olmaliq      |
| 14 | DIF  | Xushnur Erkinov    | 7 maggio 1998 (23 anni)     | Metallurg Bekabad |
| 15 | LAT  | Sunnatulla Jo'raev | 24 dicembre 1994 (26 anni)  | Paxtakor          |
| 16 | POR  | Abbos Elmurodov    | 4 settembre 1998 (23 anni)  | Jizzakh Khuasin   |

### Guatemala
Allenatore:  Estuardo de León
| N. | Pos. | Giocatore           | Data di nascita/Età        | Squadra       |
| -- | ---- | ------------------- | -------------------------- | ------------- |
| 1  | POR  | Lester Arévalo      | 9 marzo 1996 (25 anni)     | Legendarios   |
| 2  | POR  | William Ramírez     | 2 febbraio 1980 (41 anni)  | Glucosoral    |
| 3  | LAT  | Pablo Moran         | 7 maggio 1996 (25 anni)    | Farmacéuticos |
| 4  | DIF  | José González       | 10 dicembre 1986 (34 anni) | Glucosoral    |
| 5  | DIF  | Edgar Santizo       | 2 febbraio 1987 (34 anni)  | CSD Tellioz   |
| 6  | DIF  | Alexander Alay      | 11 febbraio 1988 (33 anni) | Glucosoral    |
| 7  | PIV  | José Mansilla       | 19 novembre 1988 (32 anni) | Glucosoral    |
| 8  | LAT  | Roman Alvarado      | 2 dicembre 1997 (23 anni)  | Glucosoral    |
| 9  | PIV  | Walter Enríquez     | 13 marzo 1988 (33 anni)    | Glucosoral    |
| 10 | LAT  | Marvin Sandoval     | 22 marzo 1989 (32 anni)    | Glucosoral    |
| 11 | LAT  | Alan Aguilar        | 2 dicembre 1989 (31 anni)  | Glucosoral    |
| 12 | POR  | José Réyes          | 20 novembre 1995 (25 anni) | CSD Tellioz   |
| 13 | LAT  | Jonatan Arévalo     | 24 febbraio 1993 (28 anni) | Legendarios   |
| 14 | LAT  | Wanderley Ruíz      | 9 agosto 1995 (26 anni)    | Legendarios   |
| 15 | LAT  | Patrick Ruíz        | 10 gennaio 1993 (28 anni)  | Legendarios   |
| 16 | PIV  | Fernando Campaignac | 13 giugno 1994 (27 anni)   | Glucosoral    |

### RFS
Allenatore:  Sergej Skorovič
| N. | Pos. | Giocatore          | Data di nascita/Età         | Squadra           |
| -- | ---- | ------------------ | --------------------------- | ----------------- |
| 1  | POR  | Georgij Zamtaradze | 12 febbraio 1987 (34 anni)  | KPRF Mosca        |
| 2  | POR  | Al'bert Cajder     | 19 agosto 1996 (25 anni)    | KPRF Mosca        |
| 3  | DIF  | Rômulo Alves Nobre | 28 settembre 1986 (34 anni) | KPRF Mosca        |
| 4  | PIV  | Artëm Antoškin     | 17 dicembre 1993 (27 anni)  | Tjumen'           |
| 5  | PIV  | Ruslan Kudziev     | 12 dicembre 1995 (25 anni)  | Noril'skij Nikel' |
| 6  | PIV  | Janar Asadov       | 11 ottobre 1995 (25 anni)   | KPRF Mosca        |
| 7  | DIF  | Ivan Milovanov     | 8 febbraio 1989 (32 anni)   | Tjumen'           |
| 8  | PIV  | Éder Lima          | 29 giugno 1984 (37 anni)    | Corinthians       |
| 9  | PIV  | Sergej Abramov     | 9 settembre 1990 (31 anni)  | Sinara            |
| 10 | LAT  | Robinho            | 28 gennaio 1983 (38 anni)   | Benfica           |
| 11 | UNI  | Artëm Nijazov      | 30 luglio 1996 (25 anni)    | KPRF Mosca        |
| 12 | LAT  | Ivan Čiškala       | 11 luglio 1995 (26 anni)    | Benfica           |
| 13 | PIV  | Sergej Abramovič   | 15 gennaio 1990 (31 anni)   | Tjumen'           |
| 14 | DIF  | Daniil Davydov     | 23 gennaio 1989 (32 anni)   | Gazprom Jugra     |
| 15 | PIV  | Andrej Afanas'ev   | 23 maggio 1986 (35 anni)    | Gazprom Jugra     |
| 16 | POR  | Dmitrij Putilov    | 5 dicembre 1994 (26 anni)   | Sinara            |

### Egitto
Allenatore:  Gehad Sayed
| N. | Pos. | Giocatore            | Data di nascita/Età         | Squadra                |
| -- | ---- | -------------------- | --------------------------- | ---------------------- |
| 1  | POR  | Gamal Abdelnaser     | 20 gennaio 1993 (28 anni)   | El-Alamein             |
| 2  | POR  | Shober               | 26 marzo 1994 (27 anni)     | El-Alamein             |
| 3  | PIV  | Abdelrahman Elashwal | 25 dicembre 1993 (27 anni)  | Al-Shorta              |
| 4  | LAT  | Dunga                | 29 maggio 1999 (22 anni)    | El Minya               |
| 5  | PIV  | Abdelrahman Body     | 6 settembre 1992 (29 anni)  | El-Shorta              |
| 6  | LAT  | Mohamed Ahmed        | 28 ottobre 1987 (33 anni)   | National Bank of Egypt |
| 7  | LAT  | Mohamed Mansour      | 11 gennaio 1992 (29 anni)   | National Bank of Egypt |
| 8  | LAT  | Aly Ramadan          | 13 giugno 1994 (27 anni)    | Misr Lel Makasa        |
| 9  | LAT  | Tarek Shoola         | 12 giugno 1996 (25 anni)    | Ismaily                |
| 10 | LAT  | Essam Alla           | 1º settembre 1994 (27 anni) | Khor Fakkan            |
| 11 | LAT  | Mohamed Saeed        | 30 settembre 1995 (25 anni) | Mostaqbal Watan        |
| 12 | LAT  | Mostafa Eid          | 17 agosto 1992 (29 anni)    | Al Rayyan              |
| 13 | PIV  | Salah Hosny          | 6 agosto 1990 (31 anni)     | El-Shorta              |
| 14 | PIV  | Koki                 | 25 novembre 1994 (26 anni)  | Tuwek Club             |
| 15 | LAT  | Khaled Yousry        | 17 gennaio 1999 (22 anni)   | El Minya               |
| 16 | POR  | Ahmed Fikry          | 27 dicembre 1994 (26 anni)  | Ismaily                |

## Gruppo C

### Thailandia
Allenatore:  Rakphol Sainetngam
| N. | Pos. | Giocatore               | Data di nascita/Età         | Squadra    |
| -- | ---- | ----------------------- | --------------------------- | ---------- |
| 1  | POR  | Kanison Phoopan         | 11 novembre 1991 (29 anni)  | Port       |
| 2  | POR  | Arut Senbat             | 26 novembre 1988 (32 anni)  | svincolato |
| 3  | PIV  | Worasak Srirangpirot    | 26 dicembre 1992 (28 anni)  | svincolato |
| 4  | LAT  | Pornmongkol Srisubseang | 15 maggio 1991 (30 anni)    | Port       |
| 5  | DIF  | Ronnachai Jungwongsuk   | 4 marzo 1997 (24 anni)      | svincolato |
| 6  | LAT  | Jirawat Sornwichian     | 25 ottobre 1988 (32 anni)   | Chonburi   |
| 7  | DIF  | Kritsada Wongkaeo       | 29 aprile 1988 (33 anni)    | Chonburi   |
| 8  | PIV  | Jetsada Chudech         | 20 febbraio 1989 (32 anni)  | Rajnavy    |
| 9  | PIV  | Suphawut Thueanklang    | 14 luglio 1989 (32 anni)    | Chonburi   |
| 10 | LAT  | Warut Wangsama-Aeo      | 12 dicembre 1992 (28 anni)  | svincolato |
| 11 | PIV  | Muhammad Osamanmusa     | 19 gennaio 1998 (23 anni)   | svincolato |
| 12 | POR  | Katawut Hankampa        | 27 maggio 1992 (29 anni)    | Chonburi   |
| 13 | DIF  | Chaivat Jamgrajang      | 13 novembre 1989 (31 anni)  | Port       |
| 14 | LAT  | Apiwat Chaemcharoen     | 31 marzo 1991 (30 anni)     | Chonburi   |
| 15 | LAT  | Nawin Rattanawongswas   | 21 settembre 1992 (28 anni) | svincolato |
| 16 | PIV  | Peerapat Kaewwilai      | 3 aprile 1996 (25 anni)     | Chonburi   |

### Portogallo
Allenatore:  Jorge Braz
| N. | Pos. | Giocatore      | Data di nascita/Età         | Squadra          |
| -- | ---- | -------------- | --------------------------- | ---------------- |
| 1  | POR  | Bebé           | 19 maggio 1983 (38 anni)    | Leões            |
| 2  | PIV  | André Coelho   | 30 ottobre 1993 (27 anni)   | Barcellona       |
| 3  | PIV  | Tomás Paçó     | 19 aprile 2000 (21 anni)    | Sporting Lisbona |
| 4  | LAT  | Afonso Jesus   | 6 gennaio 1998 (23 anni)    | Benfica          |
| 5  | LAT  | Fábio Cecílio  | 30 aprile 1993 (28 anni)    | Braga            |
| 6  | PIV  | Zicky Té       | 1º settembre 2001 (20 anni) | Sporting Lisbona |
| 7  | LAT  | Bruno Coelho   | 1º agosto 1987 (34 anni)    | FF Napoli        |
| 8  | DIF  | Erick Mendonça | 21 luglio 1995 (26 anni)    | Sporting Lisbona |
| 9  | DIF  | João Matos     | 21 febbraio 1987 (34 anni)  | Sporting Lisbona |
| 10 | LAT  | Ricardinho     | 3 settembre 1985 (36 anni)  | ACCS             |
| 11 | DIF  | Pany Varela    | 25 febbraio 1989 (32 anni)  | Sporting Lisbona |
| 12 | POR  | André Sousa    | 25 febbraio 1986 (35 anni)  | Benfica          |
| 13 | LAT  | Tiago Brito    | 22 luglio 1991 (30 anni)    | Braga            |
| 14 | LAT  | Miguel Ângelo  | 2 febbraio 1994 (27 anni)   | Sporting Lisbona |
| 15 | LAT  | Pauleta        | 12 giugno 1994 (27 anni)    | Sporting Lisbona |
| 16 | POR  | Vítor Hugo     | 30 novembre 1982 (38 anni)  | Braga            |

### Marocco
Allenatore:  Hicham Dguig
| N. | Pos. | Giocatore             | Data di nascita/Età         | Squadra          |
| -- | ---- | --------------------- | --------------------------- | ---------------- |
| 1  | POR  | Abdelkrim Anbia       | 8 aprile 1989 (32 anni)     | Faucon Agadir    |
| 2  | PIV  | Achraf Saoud          | 21 giugno 1990 (31 anni)    | SSC Mohammédia   |
| 3  | PIV  | Anás El Ayyane        | 30 ottobre 1992 (28 anni)   | Ribera Navarra   |
| 4  | LAT  | Youssef Jouad         | 30 dicembre 1999 (21 anni)  | SSC Mohammédia   |
| 5  | PIV  | Youssef El Mazray     | 1º luglio 1987 (34 anni)    | SSC Mohammédia   |
| 6  | LAT  | Soufiane Borite       | 11 dicembre 1992 (28 anni)  | SSC Mohammédia   |
| 7  | DIF  | Ismail Amazal         | 10 ottobre 1996 (24 anni)   | Faucon Agadir    |
| 8  | LAT  | Saad Knia             | 6 settembre 1987 (34 anni)  | SSC Mohammédia   |
| 9  | PIV  | Otmane Boumezou       | 8 luglio 1992 (29 anni)     | SSC Mohammédia   |
| 10 | LAT  | Soufiane El Mesrar    | 5 giugno 1990 (31 anni)     | ACCS             |
| 11 | PIV  | Bilal Bakkali         | 24 febbraio 1993 (28 anni)  | ACCS             |
| 12 | POR  | Reda Khiyari          | 21 maggio 1991 (30 anni)    | Dynamo Kénitra   |
| 13 | PIV  | Hamza Bouyouzan       | 11 luglio 1991 (30 anni)    | Levante          |
| 14 | PIV  | Idriss Raiss El Fenni | 9 maggio 1996 (25 anni)     | SSC Mohammédia   |
| 15 | DIF  | Khalid Bouzid         | 20 aprile 1998 (23 anni)    | SC García        |
| 16 | POR  | Mohammed Cheridou     | 20 settembre 1999 (21 anni) | Oussoud Khabazat |

### Isole Salomone
Allenatore:  Vinícius de Carvalho
| N. | Pos. | Giocatore        | Data di nascita/Età         | Squadra        |
| -- | ---- | ---------------- | --------------------------- | -------------- |
| 1  | POR  | Anthony Talo     | 8 gennaio 1996 (25 anni)    | Kooline        |
| 2  | DIF  | Alvin Hou        | 18 settembre 1996 (24 anni) | Marist         |
| 3  | LAT  | Elliot Ragomo    | 28 maggio 1991 (30 anni)    | Marist         |
| 4  | PIV  | George Stevenson | 7 gennaio 1992 (29 anni)    | Marist         |
| 5  | DIF  | Marlon Sia       | 19 luglio 1999 (22 anni)    | Mataks FC      |
| 6  | PIV  | Charlie Otainao  | 5 giugno 1992 (29 anni)     | Marist         |
| 7  | LAT  | Alvin Ray        | 23 gennaio 1997 (24 anni)   | Marist         |
| 8  | LAT  | Jeffery Bule     | 15 novembre 1991 (29 anni)  | Marist         |
| 9  | LAT  | Micah Lea'alafa  | 1º giugno 1991 (30 anni)    | Waneagu United |
| 10 | DIF  | Samuel Osifelo   | 15 marzo 1991 (30 anni)     | Kossa          |
| 11 | LAT  | Coleman Makau    | 25 novembre 1992 (28 anni)  | Kossa          |
| 12 | PIV  | Arnold Maeluma   | 9 dicembre 1996 (24 anni)   | Kooline        |
| 13 | LAT  | Elis Mana        | 9 marzo 2000 (21 anni)      | Kooline        |
| 14 | POR  | Lauwale Ata      | 30 dicembre 2000 (20 anni)  | KF Gold        |
| 15 | LAT  | Raphael Le'ai    | 9 settembre 2003 (18 anni)  | Henderson Eels |
| 16 | POR  | Paul Laki        | 25 luglio 1995 (26 anni)    | Marist         |

## Gruppo D

### Panama
Allenatore:  José Botana Vázquez
| N. | Pos. | Giocatore           | Data di nascita/Età        | Squadra         |
| -- | ---- | ------------------- | -------------------------- | --------------- |
| 1  | POR  | Jaime Peñaloza      | 3 maggio 1997 (24 anni)    | San Miguelito   |
| 2  | DIF  | Ricardo Ledezma     | 16 dicembre 1994 (26 anni) | San Miguelito   |
| 3  | DIF  | Braayan Hurst       | 20 ottobre 1998 (22 anni)  | San Miguelito   |
| 4  | PIV  | Nagdiel Del Rosario | 8 maggio 1996 (25 anni)    | OD Panama Oeste |
| 5  | LAT  | Alfonso Maquensi    | 7 agosto 1997 (24 anni)    | San Miguelito   |
| 6  | DIF  | Édgar Rivas         | 21 aprile 1989 (32 anni)   | Perejil         |
| 7  | LAT  | Claudio Goodridge   | 2 gennaio 1990 (31 anni)   | San Martín      |
| 8  | LAT  | Ruman Milord        | 4 maggio 1998 (23 anni)    | San Miguelito   |
| 9  | PIV  | Aquiles Campos      | 13 novembre 1991 (29 anni) | San Miguelito   |
| 10 | PIV  | Michael De León     | 1º marzo 1989 (32 anni)    | Santa Gema      |
| 11 | LAT  | Abdiel Castrellón   | 19 luglio 1991 (30 anni)   | svincolato      |
| 12 | POR  | Jorge Hernandez     | 22 dicembre 1994 (26 anni) | OD Panama Oeste |
| 13 | LAT  | Allan Aparicio      | 12 maggio 2001 (20 anni)   | San Miguelito   |
| 14 | LAT  | Yail Garcia         | 26 ottobre 1991 (29 anni)  | San Miguelito   |
| 15 | LAT  | Abdiel Ortiz        | 1º luglio 1996 (25 anni)   | San Miguelito   |
| 16 | POR  | Sergio Alzamora     | 7 ottobre 1996 (24 anni)   | Panama FC       |

### Repubblica Ceca
Allenatore:  Tomáš Neumann
| N. | Pos. | Giocatore      | Data di nascita/Età         | Squadra        |
| -- | ---- | -------------- | --------------------------- | -------------- |
| 1  | POR  | Lukáš Němec    | 22 febbraio 1998 (23 anni)  | Plzeň          |
| 2  | DIF  | Jan Homola     | 17 febbraio 1994 (27 anni)  | Slavia Praga   |
| 3  | LAT  | Jiří Vokoun    | 11 dicembre 1996 (24 anni)  | Olympik Mělník |
| 4  | PIV  | Radim Záruba   | 28 dicembre 1994 (26 anni)  | Slavia Praga   |
| 5  | PIV  | Pavel Drozd    | 12 settembre 1995 (26 anni) | Chrudim        |
| 6  | PIV  | Lukáš Křivánek | 23 giugno 1997 (24 anni)    | Sparta Praga   |
| 7  | DIF  | Lukáš Rešetár  | 28 aprile 1984 (37 anni)    | Plzeň          |
| 8  | DIF  | Matěj Slováček | 8 ottobre 1990 (30 anni)    | Chrudim        |
| 9  | DIF  | Tomáš Koudelka | 17 dicembre 1990 (30 anni)  | Chrudim        |
| 10 | PIV  | Michal Seidler | 5 aprile 1990 (31 anni)     | Plzeň          |
| 11 | PIV  | David Drozd    | 12 settembre 1995 (26 anni) | Chrudim        |
| 12 | POR  | Libor Gerčák   | 22 luglio 1975 (46 anni)    | Sparta Praga   |
| 13 | DIF  | Michal Holý    | 29 maggio 1990 (31 anni)    | Plzeň          |
| 14 | PIV  | Tomáš Vnuk     | 1º dicembre 1993 (27 anni)  | Plzeň          |
| 15 | PIV  | David Jošt     | 1º febbraio 1995 (26 anni)  | Slavia Praga   |
| 16 | POR  | Ondřej Vahala  | 25 maggio 1990 (31 anni)    | Plzeň          |

### Vietnam
Allenatore:  Phạm Minh Giang
| N. | Pos. | Giocatore        | Data di nascita/Età         | Squadra            |
| -- | ---- | ---------------- | --------------------------- | ------------------ |
| 1  | POR  | Hồ Văn Ý         | 1º gennaio 1997 (24 anni)   | Thái Sơn Nam       |
| 2  | POR  | Nguyễn Hoàng Anh | 25 ottobre 1995 (25 anni)   | Sahako             |
| 3  | LAT  | Lê Quốc Nam      | 14 novembre 1993 (27 anni)  | Thái Sơn Nam       |
| 4  | LAT  | Châu Đoàn Phát   | 14 marzo 1999 (22 anni)     | Thái Sơn Nam       |
| 5  | LAT  | Nguyễn Anh Quý   | 12 dicembre 1992 (28 anni)  | Kardiachain Saigon |
| 6  | DIF  | Phạm Đức Hòa     | 12 aprile 1991 (30 anni)    | Thái Sơn Nam       |
| 7  | LAT  | Nguyễn Anh Duy   | 20 settembre 1994 (26 anni) | Thái Sơn Nam       |
| 8  | PIV  | Nguyễn Minh Trí  | 8 aprile 1996 (25 anni)     | Thái Sơn Nam       |
| 9  | PIV  | Nguyễn Đắc Huy   | 10 maggio 1991 (30 anni)    | Sahako             |
| 10 | PIV  | Vũ Đức Tùng      | 3 gennaio 1995 (26 anni)    | Thái Sơn Bắc       |
| 11 | DIF  | Trần Văn Vũ      | 30 maggio 1990 (31 anni)    | Thái Sơn Nam       |
| 12 | LAT  | Nguyễn Thành Tín | 17 agosto 1993 (28 anni)    | Thái Sơn Bắc       |
| 13 | DIF  | Nhan Gia Hưng    | 13 luglio 2002 (19 anni)    | Thái Sơn Nam       |
| 14 | LAT  | Nguyễn Văn Hiếu  | 9 settembre 1998 (23 anni)  | Hiếu Hoa Đà Nẵng   |
| 15 | DIF  | Khổng Đình Hùng  | 11 novembre 1989 (31 anni)  | Sahako             |
| 16 | POR  | Mai Xuân Hiệp    | 7 luglio 1992 (29 anni)     | Sahako             |

### Brasile
Allenatore:  Marcos Xavier Andrade
| N. | Pos. | Giocatore        | Data di nascita/Età        | Squadra          |
| -- | ---- | ---------------- | -------------------------- | ---------------- |
| 1  | POR  | Guitta           | 11 giugno 1987 (34 anni)   | Sporting Lisbona |
| 2  | POR  | Djony            | 7 giugno 1985 (36 anni)    | BF Magnus        |
| 3  | POR  | Willian          | 17 dicembre 1994 (26 anni) | Joinville        |
| 4  | DIF  | Marlon           | 28 dicembre 1987 (33 anni) | Palma            |
| 5  | LAT  | Bruno            | 10 aprile 1987 (34 anni)   | Ukhta            |
| 6  | LAT  | Dyego Zuffo      | 5 agosto 1989 (32 anni)    | Barcellona       |
| 7  | LAT  | Leandro Lino     | 25 luglio 1995 (26 anni)   | BF Magnus        |
| 8  | LAT  | Leozinho         | 5 dicembre 1998 (22 anni)  | BF Magnus        |
| 9  | PIV  | Vinícius Rocha   | 30 marzo 1995 (26 anni)    | Sporting Lisbona |
| 10 | PIV  | Pito             | 6 novembre 1991 (29 anni)  | Barcellona       |
| 11 | PIV  | Ferrão           | 29 ottobre 1990 (30 anni)  | Barcellona       |
| 12 | LAT  | Arthur Guilherme | 16 maggio 1994 (27 anni)   | Benfica          |
| 13 | LAT  | Gadeia           | 14 giugno 1988 (33 anni)   | Qairat           |
| 14 | DIF  | Rodrigo          | 7 giugno 1984 (37 anni)    | BF Magnus        |
| 15 | DIF  | Lé               | 7 settembre 1984 (37 anni) | Corinthians      |
| 16 | PIV  | Dieguinho        | 22 giugno 1989 (32 anni)   | Joinville        |

## Gruppo E

### Angola
Allenatore:  Rui Sampaio
| N. | Pos. | Giocatore       | Data di nascita/Età        | Squadra           |
| -- | ---- | --------------- | -------------------------- | ----------------- |
| 1  | POR  | Gomito          | 4 agosto 2002 (19 anni)    | Coprat            |
| 2  | PIV  | Toni            | 19 giugno 1997 (24 anni)   | CDR Os Vinhais    |
| 3  | LAT  | Edy             | 17 febbraio 1997 (24 anni) | Estoril Praia     |
| 4  | LAT  | Leo             | 16 maggio 2000 (21 anni)   | RNT Luanda        |
| 5  | LAT  | João            | 24 novembre 1999 (21 anni) | Bastia AF         |
| 6  | PIV  | Branquinho      | 25 marzo 2000 (21 anni)    | Coprat            |
| 7  | LAT  | Prado           | 15 gennaio 1991 (30 anni)  | Coprat            |
| 8  | LAT  | Kota            | 29 marzo 1991 (30 anni)    | Coprat            |
| 9  | LAT  | Kaluanda        | 8 marzo 1995 (26 anni)     | Coprat            |
| 10 | LAT  | Manosele        | 14 giugno 1997 (24 anni)   | RNT Luanda        |
| 11 | LAT  | João Cambangula | 15 aprile 1998 (23 anni)   | RNT Luanda        |
| 12 | POR  | Manasse         | 4 aprile 1991 (30 anni)    | Academicos Namibe |
| 13 | LAT  | Ricardo         | 1º novembre 1994 (26 anni) | CS Sanem          |
| 14 | PIV  | Osna            | 3 febbraio 1994 (27 anni)  | Coprat            |
| 15 | PIV  | Guga            | 14 maggio 1994 (27 anni)   | Coprat            |
| 16 | POR  | Neblu           | 13 maggio 1994 (27 anni)   | Coprat            |

### Giappone
Allenatore:  Bruno García
| N. | Pos. | Giocatore         | Data di nascita/Età        | Squadra           |
| -- | ---- | ----------------- | -------------------------- | ----------------- |
| 1  | POR  | Yūshi Sekiguchi   | 24 ottobre 1991 (29 anni)  | Nagoya Oceans     |
| 2  | POR  | Higor Pires       | 7 luglio 1980 (41 anni)    | Pescadola Machida |
| 3  | LAT  | Ryūta Hoshi       | 1º giugno 1987 (34 anni)   | Nagoya Oceans     |
| 4  | LAT  | Kiyoto Yagi       | 24 marzo 1994 (27 anni)    | Nagoya Oceans     |
| 5  | LAT  | Akira Minamoto    | 28 gennaio 1987 (34 anni)  | Tachikawa-Fuchū   |
| 6  | LAT  | Tomoki Yoshikawa  | 3 febbraio 1989 (32 anni)  | Nagoya Oceans     |
| 7  | LAT  | Yuki Murota       | 13 aprile 1992 (29 anni)   | Espolada Hokkaido |
| 8  | LAT  | Minami Kato       | 20 dicembre 1992 (28 anni) | Shriker Osaka     |
| 9  | PIV  | Kazuya Shimizu    | 6 febbraio 1997 (24 anni)  | Córdoba           |
| 10 | LAT  | Rafael Henmi      | 30 luglio 1992 (29 anni)   | Benfica           |
| 11 | PIV  | Shota Hoshi       | 17 novembre 1985 (35 anni) | Nagoya Oceans     |
| 12 | LAT  | Takashi Morimura  | 9 settembre 1991 (30 anni) | Vasagey Oita      |
| 13 | PIV  | Gensuke Mori      | 12 aprile 2001 (20 anni)   | Pescadola Machida |
| 14 | LAT  | Ryosuke Nishitani | 31 gennaio 1986 (35 anni)  | Nagoya Oceans     |
| 15 | LAT  | Arthur Oliveira   | 30 luglio 1990 (31 anni)   | Nagoya Oceans     |
| 16 | POR  | Daimu Yazawa      | 27 febbraio 1994 (27 anni) | Vasagey Oita      |

### Paraguay
Allenatore:  Carlos Chilavert
| N. | Pos. | Giocatore           | Data di nascita/Età         | Squadra           |
| -- | ---- | ------------------- | --------------------------- | ----------------- |
| 1  | POR  | Carlos Espínola     | 6 aprile 1981 (40 anni)     | Colonial          |
| 2  | PIV  | Diego Poggi         | 17 settembre 1998 (22 anni) | Colonial          |
| 3  | DIF  | Damián Mareco       | 4 settembre 1994 (27 anni)  | Colonial          |
| 4  | PIV  | Alcides Giménez     | 14 novembre 2000 (20 anni)  | Cerro Porteño     |
| 5  | DIF  | Juan Pedrozo        | 30 marzo 1992 (29 anni)     | Afemec            |
| 6  | PIV  | Richard Rejala      | 5 febbraio 1994 (27 anni)   | Cerro Porteño     |
| 7  | LAT  | Javier Adolfo Salas | 22 settembre 1993 (27 anni) | Italservice       |
| 8  | PIV  | Arnaldo Baez        | 30 marzo 1996 (25 anni)     | Cerro Porteño     |
| 9  | PIV  | Hugo Martínez       | 12 gennaio 1993 (28 anni)   | Cerro Porteño     |
| 10 | LAT  | Juan Adrián Salas   | 20 ottobre 1990 (30 anni)   | Real San Giuseppe |
| 11 | PIV  | Francisco Martínez  | 12 gennaio 1993 (28 anni)   | Cerro Porteño     |
| 12 | POR  | Gabriel Giménez     | 29 maggio 1984 (37 anni)    | Villa Hayes       |
| 13 | DIF  | Alan Rojas          | 20 ottobre 1998 (22 anni)   | Cerro Porteño     |
| 14 | PIV  | Pedro Pascottini    | 30 novembre 1998 (22 anni)  | Villa Hayes       |
| 15 | PIV  | Jorge Espinoza      | 22 novembre 1993 (27 anni)  | Cerro Porteño     |
| 16 | POR  | Giovanni Gonzalez   | 5 maggio 1995 (26 anni)     | Cerro Porteño     |

### Spagna
Allenatore:  Federico Vidal
| N. | Pos. | Giocatore            | Data di nascita/Età        | Squadra       |
| -- | ---- | -------------------- | -------------------------- | ------------- |
| 1  | POR  | Jesús Herrero        | 4 novembre 1986 (34 anni)  | Inter         |
| 2  | DIF  | Carlos Ortiz         | 3 ottobre 1983 (37 anni)   | Barcellona    |
| 3  | PIV  | Borja Díaz           | 19 agosto 1992 (29 anni)   | Inter         |
| 4  | DIF  | Marc Tolrà           | 27 gennaio 1991 (30 anni)  | Levante       |
| 5  | PIV  | Raúl Gómez           | 25 ottobre 1995 (25 anni)  | Inter         |
| 6  | PIV  | Francisco Solano     | 26 agosto 1991 (30 anni)   | Cartagena     |
| 7  | DIF  | Sergio González      | 30 giugno 1997 (24 anni)   | Valdepeñas    |
| 8  | PIV  | Adolfo Fernández     | 19 maggio 1993 (28 anni)   | Barcellona    |
| 9  | DIF  | Bebe                 | 28 maggio 1990 (31 anni)   | Cartagena     |
| 10 | PIV  | Adrián Martínez      | 3 ottobre 1986 (34 anni)   | O Parrulo     |
| 11 | PIV  | Chino                | 13 novembre 1991 (29 anni) | Valdepeñas    |
| 12 | POR  | Juanjo Agosto        | 19 agosto 1985 (36 anni)   | ElPozo Murcia |
| 13 | POR  | Dídac Plana          | 22 maggio 1990 (31 anni)   | Barcellona    |
| 14 | PIV  | Raúl Campos          | 17 dicembre 1987 (33 anni) | Palma         |
| 15 | DIF  | José Raya            | 8 maggio 1997 (24 anni)    | Inter         |
| 16 | DIF  | Miguel Ángel Mellado | 23 luglio 1999 (22 anni)   | Cartagena     |

## Gruppo F

### Argentina
Allenatore:  Matías Lucuix
| N. | Pos. | Giocatore            | Data di nascita/Età        | Squadra       |
| -- | ---- | -------------------- | -------------------------- | ------------- |
| 1  | POR  | Nicolás Sarmiento    | 3 dicembre 1992 (28 anni)  | Betis         |
| 2  | DIF  | Damián Stazzone      | 31 gennaio 1986 (35 anni)  | C.M.B.        |
| 3  | LAT  | Ángel Claudino       | 8 dicembre 1995 (25 anni)  | S10 Saragozza |
| 4  | LAT  | Lucas Bolo           | 12 marzo 1992 (29 anni)    | Italservice   |
| 5  | DIF  | Maximiliano Rescia   | 29 ottobre 1987 (33 anni)  | Levante       |
| 6  | LAT  | Sebastián Corso      | 12 febbraio 1992 (29 anni) | SC García     |
| 7  | LAT  | Leandro Cuzzolino    | 21 maggio 1987 (34 anni)   | Italservice   |
| 8  | LAT  | Santiago Basile      | 25 luglio 1988 (33 anni)   | C.M.B.        |
| 9  | LAT  | Cristian Borruto     | 7 maggio 1987 (34 anni)    | Italservice   |
| 10 | LAT  | Constantino Vaporaki | 6 gennaio 1990 (31 anni)   | Meta Catania  |
| 11 | PIV  | Alan Brandi          | 24 novembre 1987 (33 anni) | Jaén          |
| 12 | POR  | Lucas Farach         | 3 ottobre 1991 (29 anni)   | Kimberley     |
| 13 | POR  | Guido Mosenson       | 7 marzo 1989 (32 anni)     | Boca Juniors  |
| 14 | DIF  | Pablo Taborda        | 3 settembre 1986 (35 anni) | Italservice   |
| 15 | PIV  | Andrés Santos        | 7 dicembre 1988 (32 anni)  | C.M.B.        |
| 16 | LAT  | Matías Edelstein     | 18 giugno 1992 (29 anni)   | Hebraica      |

### Stati Uniti
Allenatore:  Dusan Jakica
| N. | Pos. | Giocatore              | Data di nascita/Età         | Squadra    |
| -- | ---- | ---------------------- | --------------------------- | ---------- |
| 1  | POR  | Diego Moretti          | 8 settembre 1982 (39 anni)  | svincolato |
| 2  | PIV  | Raphael Araújo         | 7 ottobre 1992 (28 anni)    | svincolato |
| 3  | LAT  | Jeremy Klepal          | 6 dicembre 1992 (28 anni)   | svincolato |
| 4  | DIF  | Eduardo Buenfil        | 11 settembre 1997 (24 anni) | svincolato |
| 5  | DIF  | Julian Escobar         | 12 dicembre 1987 (33 anni)  | svincolato |
| 6  | LAT  | Luciano González       | 7 novembre 1994 (26 anni)   | svincolato |
| 7  | PIV  | Everson Maciel         | 14 marzo 1978 (43 anni)     | svincolato |
| 8  | LAT  | Daniel Mattos          | 20 marzo 1986 (35 anni)     | svincolato |
| 9  | LAT  | David Ortiz            | 20 settembre 2000 (20 anni) | svincolato |
| 10 | LAT  | Tomas Pondeca          | 10 ottobre 2001 (19 anni)   | svincolato |
| 11 | POR  | Robert Damron          | 25 marzo 2002 (19 anni)     | svincolato |
| 12 | POR  | Estevan Vazquez        | 1º settembre 1996 (25 anni) | svincolato |
| 13 | PIV  | Zachary Reget          | 7 maggio 1995 (26 anni)     | svincolato |
| 14 | LAT  | Diego Bobadilla        | 27 agosto 1993 (28 anni)    | svincolato |
| 15 | DIF  | Guilherme Veiga        | 21 aprile 1983 (38 anni)    | svincolato |
| 16 | LAT  | Alencar Ventura-Júnior | 18 settembre 1985 (35 anni) | svincolato |

### Serbia
Allenatore:  Dejan Majes
| N. | Pos. | Giocatore            | Data di nascita/Età         | Squadra              |
| -- | ---- | -------------------- | --------------------------- | -------------------- |
| 1  | POR  | Miodrag Aksentijević | 22 luglio 1983 (38 anni)    | Stuttgarter          |
| 2  | DIF  | Ninoslav Aleksić     | 3 febbraio 1995 (26 anni)   | Kecskemet            |
| 3  | PIV  | Mladen Kocić         | 22 ottobre 1988 (32 anni)   | KMF Loznica Grad     |
| 4  | PIV  | Lazar Milosavljević  | 20 ottobre 1998 (22 anni)   | FON Banjica          |
| 5  | DIF  | Davor Popovič        | 23 dicembre 1987 (33 anni)  | KMF Novi Sad         |
| 6  | PIV  | Denis Ramić          | 17 novembre 1994 (26 anni)  | FON Banjica          |
| 7  | PIV  | Dragan Tomić         | 25 marzo 1991 (30 anni)     | Halle-Gooik          |
| 8  | PIV  | Marko Pršić          | 13 settembre 1990 (30 anni) | Al-Arabi             |
| 9  | PIV  | Jovan Lazarević      | 11 settembre 1997 (24 anni) | Tjumen'              |
| 10 | PIV  | Strahinja Petrov     | 14 dicembre 1993 (27 anni)  | Real San Giuseppe    |
| 11 | DIF  | Stefan Rakić         | 22 novembre 1993 (27 anni)  | Rekord Bielsko-Biała |
| 12 | POR  | Jakov Vulić          | 10 marzo 1992 (29 anni)     | FON Banjica          |
| 13 | DIF  | Miloš Stojković      | 3 ottobre 1991 (29 anni)    | MNK Crnica           |
| 14 | DIF  | Slobodan Rajčević    | 28 febbraio 1985 (36 anni)  | FON Banjica          |
| 15 | PIV  | Marko Radovanović    | 10 ottobre 1991 (29 anni)   | FON Banjica          |
| 16 | POR  | Nicola Josimović     | 16 marzo 1986 (35 anni)     | FON Banjica          |

### Iran
Allenatore:  Mohammad Nazemalsharieh
| N. | Pos. | Giocatore                | Data di nascita/Età         | Squadra          |
| -- | ---- | ------------------------ | --------------------------- | ---------------- |
| 1  | POR  | Sepehr Mohammadi         | 8 agosto 1989 (32 anni)     | Giti Pasand      |
| 2  | POR  | Alireza Samimi           | 29 giugno 1987 (34 anni)    | Mes Sungun       |
| 3  | LAT  | Ahmad Esmaeilpour        | 8 settembre 1988 (33 anni)  | Shenzhen         |
| 4  | DIF  | Alireza Rafieipour       | 9 ottobre 1993 (27 anni)    | Kerap Alvand     |
| 5  | DIF  | Hamid Ahmadi             | 24 novembre 1988 (32 anni)  | Mes Sungun       |
| 6  | LAT  | Mohammad Reza Sangsefidi | 2 novembre 1989 (31 anni)   | Giti Pasand      |
| 7  | LAT  | Ali Hassanzadeh          | 2 novembre 1987 (33 anni)   | Giti Pasand      |
| 8  | LAT  | Moslem Oladghobad        | 22 novembre 1995 (25 anni)  | Kerap Alvand     |
| 9  | PIV  | Saeid Abbasi             | 31 luglio 1992 (29 anni)    | Giti Pasand      |
| 10 | PIV  | Hossein Tayebi           | 29 settembre 1988 (32 anni) | Benfica          |
| 11 | LAT  | Farhad Fakhim            | 14 ottobre 1984 (36 anni)   | Mes Sungun       |
| 12 | DIF  | Mohammad Shajari         | 30 agosto 1991 (30 anni)    | Kerap Alvand     |
| 13 | DIF  | Farhad Tavakoli          | 14 gennaio 1989 (32 anni)   | Giti Pasand      |
| 14 | PIV  | Mahdi Javid              | 3 maggio 1987 (34 anni)     | Kerap Alvand     |
| 15 | LAT  | Taha Nematian            | 8 febbraio 1995 (26 anni)   | Sunich Saveh FSC |
| 16 | POR  | Bagher Mohammadi         | 21 giugno 1991 (30 anni)    | Sunich Saveh FSC |